# Coneixent l'Astrid
Coneixent l'Astrid (originalment en suec, Unga Astrid; i en danès, Unge Astrid) és una pel·lícula de drama biogràfica del 2018 sobre la vida primerenca de l'autora sueca Astrid Lindgren. Una coproducció internacional entre Suècia i Dinamarca, la pel·lícula és dirigida per Pernille Fischer Christensen, a partir d'un guió coescrit entre Christensen i Kim Fupz Aakeson, i és protagonitzada per Alba August i Maria Fahl Vikander com a encarnacions joves i grans de Lindgren, al costat de Maria Bonnevie, Magnus Krepper, Trine Dyrholm, Henrik Rafaelsen i Björn Gustafsson.
La pel·lícula es va estrenar al 68è Festival Internacional de Cinema de Berlín el 21 de febrer de 2018 i es va estrenar en cinemes a Suècia el 14 de setembre de 2018, així com a Dinamarca el 31 de gener de 2019. La versió doblada en català central es va estrenar el 26 de març de 2022 a La 2. També s'ha doblat al valencià per a À Punt amb el nom de Coneixent Astrid.

## Sinopsi
Nens d'arreu del món escriuen cartes a Astrid Lindgren (Maria Fahl Vikander), la qual cosa fa que el seu somni la transporti cap a la seva joventut a Småland. Quan ella (Alba August) treballava al diari Vimmerby Tidning, es va enamorar de l'editor en cap, Reinhold Blomberg (Henrik Rafaelsen), que era 30 anys més gran que ella. Es va quedar embarassada d'un fill, en Lars. Com a mare soltera, va decidir donar a llum el seu fill a Copenhaguen, on havia de revelar el nom del pare.
El seu fill va passar els seus primers anys en una família d'acollida danesa. Al Kungliga Automobilklubben, l'Astrid va conèixer l'Sture Lindgren (Björn Gustafsson), que més tard va arribar a ser el seu marit.

## Repartiment
- Alba August com a Astrid Ericsson[5]
  - Maria Fahl Vikander com Astrid Gran
- Maria Bonnevie com a Hanna Ericsson, la mare de l'Astrid
- Magnus Krepper com a Samuel August Ericsson, el pare de l'Astrid
- Henrik Rafaelsen com Reinhold Blomberg, editor en cap de la publicació Vimmerby Tidning i pare del seu fill Lars
- Trine Dyrholm com a mare adoptiva danesa d'en Lars
- Björn Gustafsson com a Sture Lindgren, posterior marit de l'Astrid
- Li Brådhe com a propietari
- Mira Mitchell com a Berta
- Sofia Karemyr com a Madicken

## Producció
El rodatge principal va tenir lloc al Palau Marquardt de Potsdam, així com a Västra Götaland (Suècia).

## Estrena

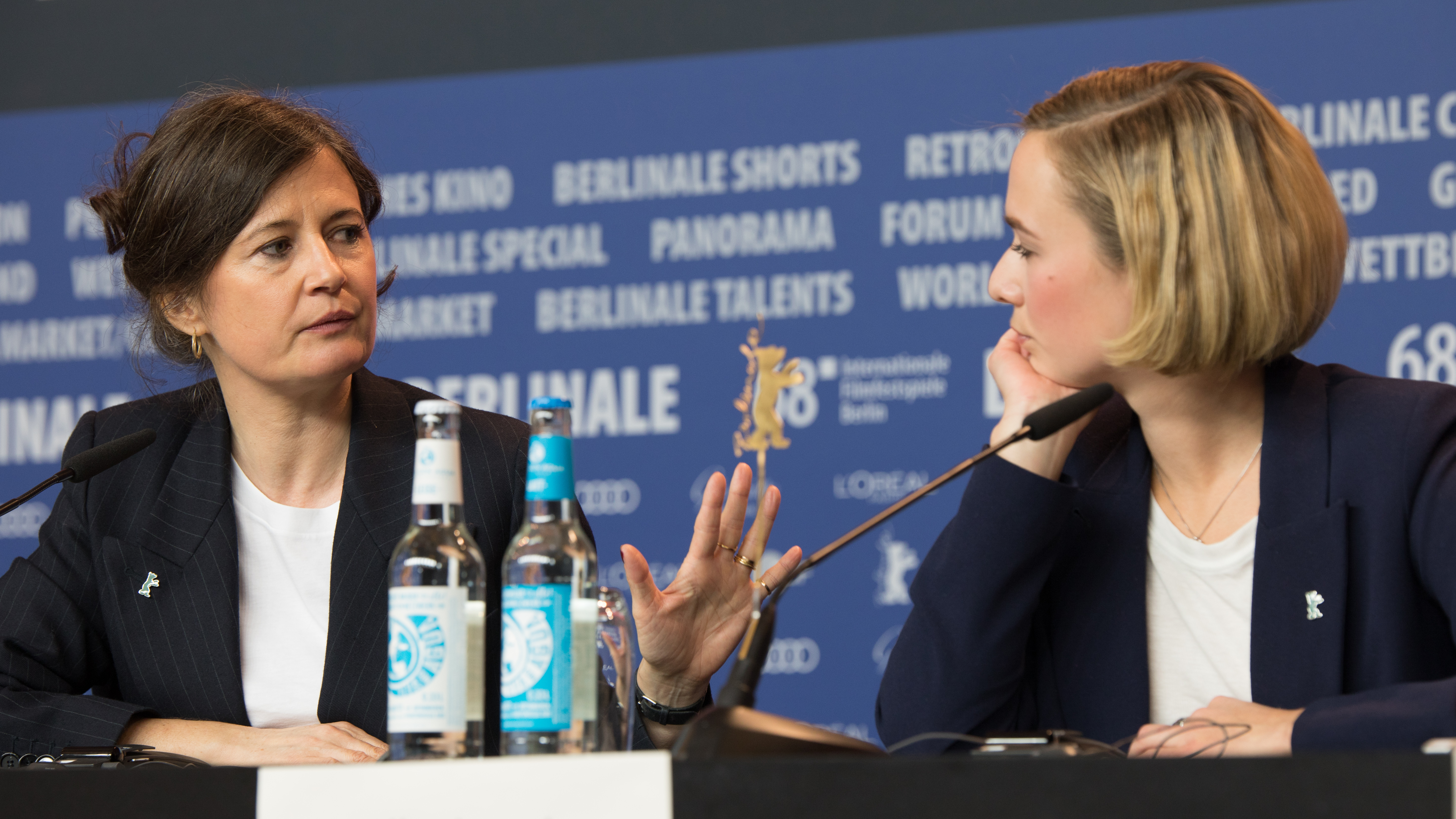
Pernille Fischer Christensen i Alba August al Festival Internacional de Cinema de Berlín de 2018.

Després de la seva estrena al 68è Festival Internacional de Cinema de Berlín, Coneixent l'Astrid es va projectar al Festival Internacional de Cinema de Chicago, on Music Box Films va adquirir-ne els drets de distribució als Estats Units. La pel·lícula va rebre una estrena limitada a les sales de cinema el 23 de novembre de 2018.

### Resposta crítica
La pel·lícula va rebre elogis de la crítica. A l'agregador de ressenyes Rotten Tomatoes, té una puntuació d'aprovació del 96% basada en 28 comentaris, amb una valoració mitjana de 7,1 sobre 10. El consens crític del lloc diu: "Coneixent l'Astrid ret homenatge a la creadora d'un estimat personatge amb una pel·lícula biogràfica que demostra que la història entre bastidors és igual d'atractiva i no perd vigència". A Metacritic, que assigna una qualificació normalitzada a les ressenyes, té una puntuació mitjana ponderada de 71 sobre 100, basada en 8 crítiques, cosa que indica "crítiques generalment favorables".

### Premis i reconeixements
| Premi     | Data de la cerimònia | Categoria                    | Receptor/s                                                 | Resultat | Ref(s)      |
| --------- | -------------------- | ---------------------------- | ---------------------------------------------------------- | -------- | ----------- |
| Guldbagge | 28 de gener de 2019  | Millor pel·lícula            | Lars G Lindström, Maria Dahlin i Anna Anthony (productors) | Nominats | [ 8 ] [ 9 ] |
| Guldbagge | 28 de gener de 2019  | Millor actriu protagonista   | Alba August                                                | Nominada | [ 8 ] [ 9 ] |
| Guldbagge | 28 de gener de 2019  | Millor actor de repartiment  | Henrik Rafaelsen                                           | Nominat  | [ 8 ] [ 9 ] |
| Guldbagge | 28 de gener de 2019  | Millor actriu de repartiment | Maria Bonnevie                                             | Nominada | [ 8 ] [ 9 ] |
| Guldbagge | 28 de gener de 2019  | Millor disseny de vestuari   | Cilla Rörby                                                | Nominada | [ 8 ] [ 9 ] |
| Guldbagge | 28 de gener de 2019  | Millor direcció artística    | Linda Janson                                               | Nominada | [ 8 ] [ 9 ] |

### Resposta dels familiars
Karin Nyman, filla d'Astrid i Sture, va criticar la pel·lícula, afirmant que la mare hauria sentit una enorme reticència per un projecte així, i que el període de la seva vida, la relació amb Reinhold Blomberg, el naixement del fill i l'estada a la casa d'acollida, era quelcom privat, en el qual no volia centrar-se. Nyman va fer comparacions amb altres cintes biogràfiques, sobre Winston Churchill (Darkest Hour) o Björn Borg (Borg vs. McEnroe), que se centren en el que van aconseguir a la vida, més que en uns quants anys de la vida privada més íntima de la persona.